# Lecchi
Lecchi (o Lecchi in Chianti) è una frazione del comune italiano di Gaiole in Chianti, nella provincia di Siena, in Toscana.

## Storia
La storia della frazione di Lecchi è legata a quella del castello di Monteluco, detto proprio Monteluco a Lecchi, donato dal marchese Ugo II alla badia di San Michele a Marturi nel 998 e compreso tra i castelli ceduti dai Senesi a Firenze nel 1176. Un privilegio dell'imperatore Enrico VI del 1167 ribadisce la proprietà del castello a Ranieri Ricasoli, poi confermata da Ottone IV nel 1210. Tuttavia, su Monteluco ebbero dominio anche la famiglia nobile di Cacchiano, almeno fino al XIV secolo.
Lecchi nacque come corte di questo castello, sviluppatasi intorno alla canonica di San Martino, documentata sin dalla fine del XIII secolo.
La frazione contava 317 abitanti nel 1833.

## Monumenti e luoghi d'interesse

### Architetture religiose
- Chiesa di San Martino[3]
- Chiesa della Compagnia del Corpus Domini

### Architetture militari
- Castello di Monteluco di Lecchi[3][4]